# Ронде Мускрона
Ронде Мускрона (нидерл. Ronde de Mouscron) — шоссейная однодневная велогонка, проходящая по территории Бельгии с 2020 года.

## История
В 2019 году в последний момент перед стартом была отменена гонка Гран-при Доттиньи. После этого мэр города Мускрона совместно с Жан-Люком Ванденбруком решил возродить велоспорт в городе, в результате чего и появилась данная гонка.
Гонка сразу вошла в Женский мировой шоссейный календарь UCI и календарь женский Кубок Бельгии. Но её дебютное издание в 2020 году было отменено из-за пандемии COVID-19.
Маршрут гонки проходит в окрестностях Мускрона провинции Эно. Сама трасса представляет один повторяющийся круг или несколько разных кругов и может включать брусчатые участки. Общая протяжённость дистанции составляет больше 120 км.

## Призёры
| Год  | Победитель       | Второй           | Третий           |
| ---- | ---------------- | ---------------- | ---------------- |
| 2021 | Кьяра Консонни   | Елена Эрик       | Мария Мартинш    |
| 2022 | Талита Де Йонг   | Николь Стайгенга | Мартина Альзини  |
| 2023 | Мартина Фиданца  | Аннина Ахтосало  | Валентина Фортин |
| 2024 | Дарья Пикулик    | Аннина Ахтосало  | Мартина Фиданца  |
| 2025 | Сюзанна Андерсен | Марта Трёйен     | Сара Ван Дам     |